# Déville-lès-Rouen
Pour l’article homonyme, voir Déville.
Déville-lès-Rouen, dite localement Déville est une commune française située dans le département de la Seine-Maritime en région Normandie.

## Géographie

### Localisation
Déville-lès-Rouen est une ville de la périphérie nord-ouest de Rouen située dans la vallée de Yonville, dite vallée de Bapaume.
Elle est traversée par le sentier de grande randonnée GR 210.
La commune se trouve dans l'aire d'attraction de Rouen, ainsi que dans son unité urbaine, dans sa zone d'emploi et dans son bassin de vie.

### Communes limitrophes
Les communes limitrophes sont  Canteleu, Maromme, Mont-Saint-Aignan, Notre-Dame-de-Bondeville et Rouen.
| Maromme  | Notre-Dame-de-Bondeville | Notre-Dame-de-Bondeville |
| Maromme  | Déville-lès-Rouen        | Mont-Saint-Aignan        |
| Canteleu | Rouen                    | Mont-Saint-Aignan        |

### Géologie et relief
La superficie de la commune est de 3,16 km2 ; son altitude varie de 4  à   135 mètres.

### Hydrographie
La commune est située dans le bassin Seine-Normandie. Elle est drainée par le Cailly et la Clairette,,.
Le Cailly, d'une longueur de 29 km, prend sa source dans la commune de Cailly et se jette  dans la Seine à Rouen, après avoir traversé douze communes. Les caractéristiques hydrologiques de le Cailly sont données par la station hydrologique située sur la commune de Notre-Dame-de-Bondeville. Le débit moyen mensuel est de 2,6 m3/s. Le débit moyen journalier maximum est de 9,9 m3/s, atteint lors de la crue du 13 décembre 1966. Le débit instantané maximal est quant à lui de 10,7 m3/s, atteint le 26 décembre 1999.
Le Cailly actionnait dès le Moyen Âge des moulins à eau. On en signale un construit au milieu du XIIIe siècle pour Eudes Clément, archevêque de Rouen ; quatre sont attestés en 1262 et quatre figurent sur la carte de Cassini au XVIIIe siècle Le laminoir de la Manufacture Royale de Plomb laminé aménagé en 1735 et ancêtre de l'usine Vallourec était également actionnée par le Cailly.

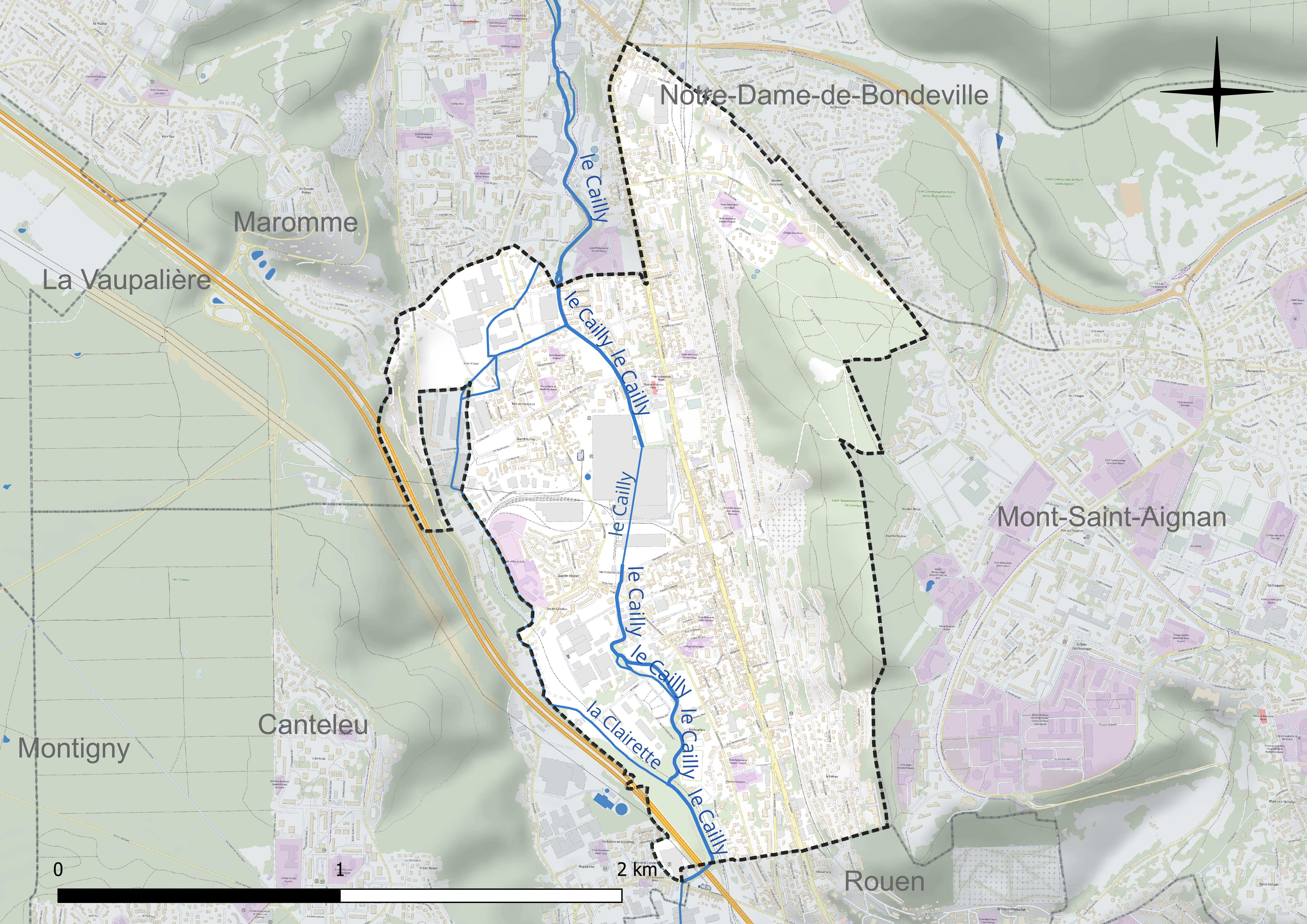
Réseau hydrographique de Déville-lès-Rouen.

### Climat
Pour des articles plus généraux, voir Climat de la Normandie et Climat de la Seine-Maritime.
En 2010, le climat de la commune est de type climat océanique altéré, selon une étude du CNRS s'appuyant sur une série de données couvrant la période 1971-2000. En 2020, Météo-France publie une typologie des climats de la France métropolitaine dans laquelle la commune est exposée à un climat océanique et est dans la région climatique Côtes de la Manche orientale, caractérisée par un faible ensoleillement (1 550 h/an) ; forte humidité de l’air (plus de 20 h/jour avec humidité relative > 80 % en hiver), vents forts fréquents. Parallèlement le GIEC normand, un groupe régional d’experts sur le climat, différencie quant à lui, dans une étude de 2020, trois grands types de climats pour la région Normandie, nuancés à une échelle plus fine par les facteurs géographiques locaux. La commune est, selon ce zonage, exposée à un « climat maritime », correspondant au Pays de Caux, frais, humide et pluvieux, légèrement plus frais que dans le Cotentin.
Pour la période 1971-2000, la température annuelle moyenne est de 10,4 °C, avec une amplitude thermique annuelle de 12,7 °C. Le cumul annuel moyen de précipitations est de 870 mm, avec 13,2 jours de précipitations en janvier et 8,3 jours en juillet. Pour la période 1991-2020, la température moyenne annuelle observée sur la station météorologique la plus proche, située sur la commune de Rouen à 5 km à vol d'oiseau, est de 12,6 °C et le cumul annuel moyen de précipitations est de 817,9 mm,. Pour l'avenir, les paramètres climatiques de la commune estimés pour 2050 selon différents scénarios d’émission de gaz à effet de serre sont consultables sur un site dédié publié par Météo-France en novembre 2022.

## Urbanisme

### Typologie
Au 1er janvier 2024, Déville-lès-Rouen est catégorisée grand centre urbain, selon la nouvelle grille communale de densité à sept niveaux définie par l'Insee en 2022.
Elle appartient à l'unité urbaine de Rouen, une agglomération inter-départementale regroupant 50  communes, dont elle est une commune de la banlieue,,. Par ailleurs la commune fait partie de l'aire d'attraction de Rouen, dont elle est une commune du pôle principal,. Cette aire, qui regroupe 317 communes, est catégorisée dans les aires de 200 000 à moins de 700 000 habitants,.

### Occupation des sols

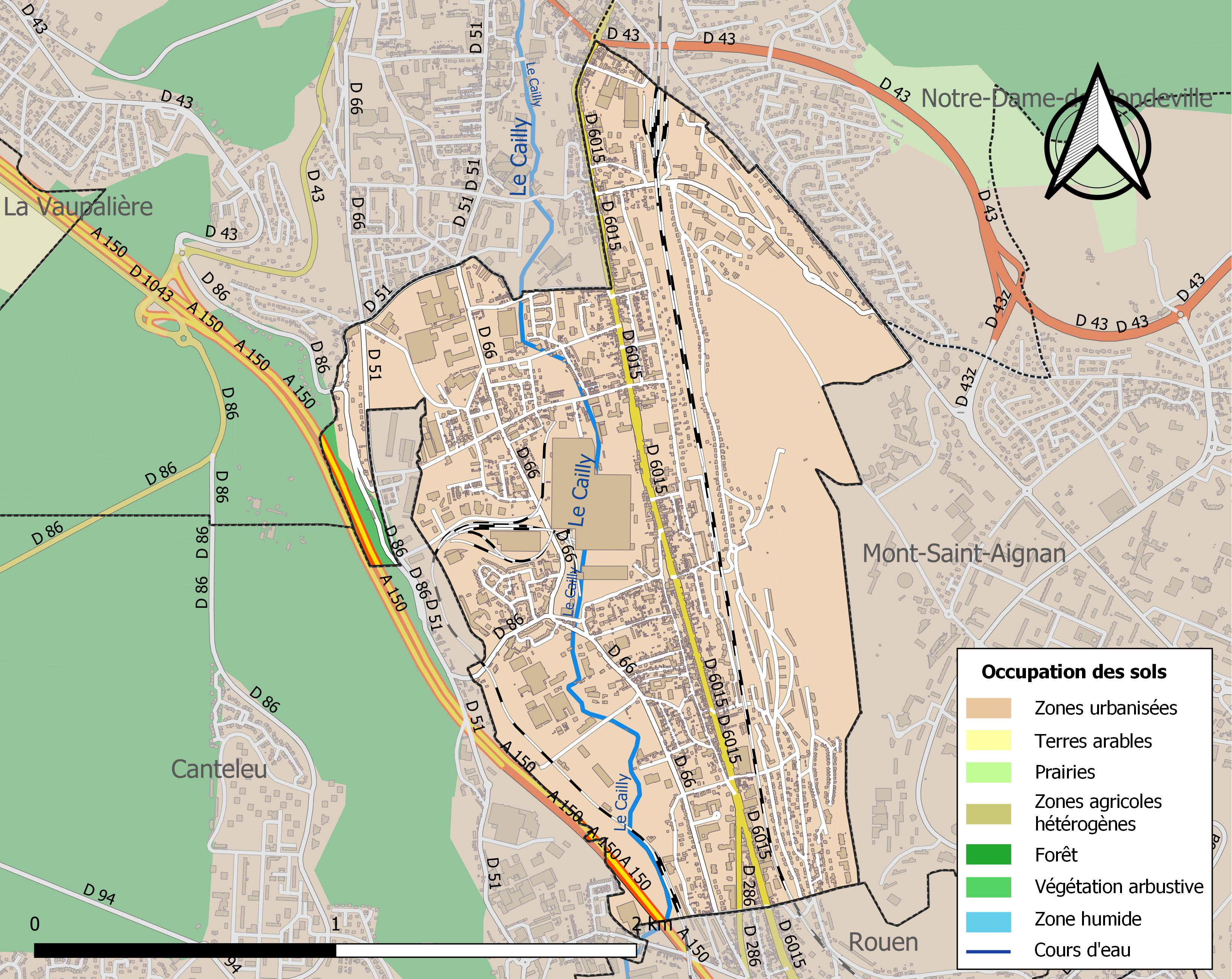
Carte des infrastructures et de l'occupation des sols de la commune en 2018 (CLC).

L'occupation des sols de la commune, telle qu'elle ressort de la base de données européenne d’occupation biophysique des sols Corine Land Cover (CLC), est marquée par l'importance des territoires artificialisés (98,5 % en 2018), en augmentation par rapport à 1990 (82,9 %). La répartition détaillée en 2018 est la suivante : 
zones urbanisées (46,4 %), zones industrielles ou commerciales et réseaux de communication (36,4 %), espaces verts artificialisés, non agricoles (15,7 %), forêts (1,5 %). L'évolution de l’occupation des sols de la commune et de ses infrastructures peut être observée sur les différentes représentations cartographiques du territoire : la carte de Cassini (XVIIIe siècle), la carte d'état-major (1820-1866) et les cartes ou photos aériennes de l'IGN pour la période actuelle (1950 à aujourd'hui).

### Habitat et logement
En 2021, le nombre total de logements dans la commune était de 5 929, alors qu'il était de 5 668 en 2016 et de 5 178 en 2011.
Parmi ces logements, 93,1 % étaient des résidences principales, 1,1 % des résidences secondaires et 5,8 % des logements vacants. Ces logements étaient pour 37,1 % d'entre eux des maisons individuelles et pour 62 % des appartements.
Le tableau ci-dessous présente la typologie des logements à Déville-lès-Rouen en 2021 en comparaison avec celle de la Seine-Maritime et de la France entière. Une caractéristique marquante du parc de logements est ainsi la faible proportion des résidences secondaires et logements occasionnels (1,1 %) par rapport au département (4,1 %) et à la France entière (9,7 %).
| Typologie                                               | Déville-lès-Rouen | Seine-Maritime | France entière |
| ------------------------------------------------------- | ----------------- | -------------- | -------------- |
| Résidences principales (en %)                           | 93,1              | 88             | 82,2           |
| Résidences secondaires et logements occasionnels (en %) | 1,1               | 4,1            | 9,7            |
| Logements vacants (en %)                                | 5,8               | 7,9            | 8,1            |

La commune respecte les obligations qui lui sont faites par l'article 55 de la loi SRU de disposer d'au moins 20 % de son parc de résidences principales constituées de logements sociaux.

### Voies de communication et transports
L'Autoroute A150 (France) dessert la ville.
La gare de Maromme sur la ligne de Paris-Saint-Lazare au Havre est située sur les communes de Notre-Dame-de-Bondeville et de Déville-lès-Rouen. Elle est desservie par des trains TER Normandie assurant les relations : Elbeuf - Saint-Aubin – Rouen – Yvetot – Le Havre
La commune est desservie par la ligne T2 de bus du réseau Astuce.

## Toponymie
Le nom de la localité est attesté sous la forme Daevillam vers 1060, Déville en 1801, Déville-lès-Rouen en 1894.
lès-Rouen signifie « près de Rouen ». En français, la préposition « lès » signifie « près de ». D'usage vieilli, elle n'est guère plus rencontrée que dans les toponymes, plus particulièrement ceux de localités.

## Histoire
L'histoire de Déville-lès-Rouen a été écrite par l'historien rouennais Robert Eude qui a également dessiné son blason. Une petite rue porte son nom aujourd'hui[réf. nécessaire].
Dèx le VIIIe siècle, les archevêques de Rouen ont un manoir à Déville. Il est habité par Eudes Rigaud au 13e siècle et embelli en 1500/1501 par Georges d'Amboise, mais abandonné peu après au profit du château de Gaillon. Au XIXe siècle, seujls des vestiges de la chapelle subsistaient.
La tradition industrielle de Déville-lès-Rouen est très ancienne, et remonte aux moulins du Moyen Âge, qui fournissaient la force motrice ou l'eau  du Cailly et de la Clérette. À partir du XVIIIe  et au XIXe siècle, deux filières indistrielles sont représentées dans la commune : la métallurgie, représentée par le travail du plomb, du cuivre et du fer, et le textile qu'il soit lainier, cotonnier ou linier, ces deux branches occupant un nombre d'ouvriers très important. Durant la seconde moitié du XIXe siècle l'industrie du coton s'impose tandis que disparaissent les sites lainiers et liniers. Des activités connexes à ces industries apparaissent, et notamment des usines de produits chimiques, des moulins pour la trituration du bois de teinture, des ateliers de gravure sur cylindres, blanchisseries, moulin à tan et deux tanneries-corroierie. Une briqueterie est attestée en 1881.
La Manufacture royale de plomb laminé est créée en 1729. L'entreprise, devenue la société Laveissière en 1825, La Compagnie française des métaux en 1889, la Compagnie des tubes de Normandie en 1957, Sidelor en 1961 et Vallourec dès 1968, et qui s'est étendue progressivement jusqu'à occuper 13 ha de terrains, occupait, au plus fort de son activité, jusqu'à 1 200 salariés, a fermé en 2021, et est devenue une friche industrielle,,.

## Politique et administration

### Rattachements administratifs et électoraux

#### Rattachements administratifs
La commune se trouve dans l'arrondissement de Rouen du département de la Seine-Maritime.
Elle faisait partie de 1801 à 1982 du canton de Maromme, année où elle est rattachée au canton de Mont-Saint-Aignan. Dans le cadre du redécoupage cantonal de 2014 en France, cette circonscription administrative territoriale a disparu, et le canton n'est plus qu'une circonscription électorale.

#### Rattachements électoraux
Pour les élections départementales, la commune fait partie depuis 2014 d'un nouveau canton de Mont-Saint-Aignan.
Pour l'élection des députés, elle fait partie de la première circonscription de la Seine-Maritime.

### Intercommunalité
Déville-lès-Rouen était membre de la communauté d'agglomération dénommé Agglomération de Rouen (CAR), un établissement public de coopération intercommunale (EPCI) à fiscalité propre créé en 2000 et auquel la commune avait transféré un certain nombre de ses compétences, dans les conditions déterminées par le code général des collectivités territoriales.
Cette intercommunalité a fusionné avec ses voisines pour former, le 1er janvier 2010, la communauté d'agglomération Rouen-Elbeuf-Austreberthe (CREA), et qui a été transformée en métropole, sous le nom Métropole Rouen Normandie. La ville en est désormais membre.

### Tendances politiques et résultats
Lors du premier tour des élections municipales de 2014 dans la Seine-Maritime, la liste PS-PCF-EELV menée par le maire sortant Dominique Gambier obtient la majorité absolue des suffrages, avec 2 012 voix (57,96 %, 27 conseillers communautaires élus dont 3 communautaires), devançant très largement celles menées respectivement par : 

- Jean-Claude Gaillard (FN, 883 voix, 25,43 %, 4 conseillers municipaux élus) ; 

- Salem Kacimi (UDI, 576 voix, 16,59 %, 2 conseillers municipaux élus) .

Lors de ce scrutin,48,44 % des électeurs se sont abstenus.
Lors du premier tour des élections municipales de 2020 dans la Seine-Maritime, la liste DVG menée par le maire sortant Dominique Gambier obtient la majorité absolue des suffrages, avec 1 099 voix (51,72 %, 25 conseillers municipaux élus dont 2 métropolitains), devançant de 73 voix celle PS-PRG-ND menée par Vincent Duchaussoy, qui a recueilli 1 026 voix (48,28 %, 8 conseillers municipaux élus).
Lors de ce scrutin marqué par la  pandémie de Covid-19 en France, 67,4 % des électeurs se sont abstenus

### Jumelages
- Bargteheide (Allemagne) depuis 1969 ;
- Syston (Royaume-Uni) depuis 1980 ;
- Carmignano (Italie) depuis 1985.

## Équipements et services publics

### Enseignement
- école maternelle Émile-Bitschner
- école maternelle Ernest-Crétay
- école maternelle Charles-Perrault
- école primaire Léon-Blum
- école primaire Georges-Charpak
- école primaire Jean-Jacques-Rousseau
- collège Jules-Verne
- école privée Sainte-Marie

### Équipements culturels
Afin de remplacer un équipement vétuste, la commune a décidé en 2024 la construction d'un nouveau centre culturel, qui comprendra notamment une salle de 450 places assises, dont 250 rétractables, soit  une capacité maximum de 700 personnes, ainsi qu'un restaurant, à l'emplacement de l’ancienne piscine municipale. Le cabinet d'architecture en est chargé, pour une livraison à partir de 2027.

### Équipements sportifs
La piscine municipale Christine-Caron, rue Jules-Ferry, qui remplace un équipement ancien, est mise en service le 22 octobre 2022 et comprend un bassin sportif de 25 mètres doté de quatre lignes d'eau, un bassin d’activité de santé de 120 m² et une pataugeoire ludique de 30 m².

## Population et société

### Démographie
L'évolution du nombre d'habitants est connue à travers les recensements de la population effectués dans la commune depuis 1793. Pour les communes de plus de 10 000 habitants les recensements ont lieu chaque année à la suite d'une enquête par sondage auprès d'un échantillon d'adresses représentant 8 % de leurs logements, contrairement aux autres communes qui ont un recensement réel tous les cinq ans,.

En 2022, la commune comptait 10 690 habitants, en évolution de +3,33 % par rapport à 2016 (Seine-Maritime : +0,35 %, France hors Mayotte : +2,11 %).
| 1793  | 1800  | 1806  | 1821  | 1831  | 1836  | 1841  | 1846  | 1851  |
| ----- | ----- | ----- | ----- | ----- | ----- | ----- | ----- | ----- |
| 1 700 | 1 550 | 1 785 | 2 706 | 3 185 | 3 916 | 3 766 | 3 887 | 3 884 |

| 1856  | 1861  | 1866  | 1872  | 1876  | 1881  | 1886  | 1891  | 1896  |
| ----- | ----- | ----- | ----- | ----- | ----- | ----- | ----- | ----- |
| 3 816 | 3 925 | 4 583 | 4 500 | 4 458 | 5 114 | 5 281 | 5 264 | 5 653 |

| 1901  | 1906  | 1911  | 1921  | 1926  | 1931  | 1936  | 1946  | 1954  |
| ----- | ----- | ----- | ----- | ----- | ----- | ----- | ----- | ----- |
| 6 206 | 6 567 | 6 887 | 6 964 | 7 139 | 7 403 | 7 567 | 7 508 | 8 037 |

| 1962  | 1968  | 1975   | 1982   | 1990   | 1999   | 2006   | 2011   | 2016   |
| ----- | ----- | ------ | ------ | ------ | ------ | ------ | ------ | ------ |
| 8 643 | 9 622 | 11 745 | 11 136 | 10 521 | 10 441 | 10 406 | 10 365 | 10 345 |

| 2021   | 2022   | - | - | - | - | - | - | - |
| ------ | ------ | - | - | - | - | - | - | - |
| 10 745 | 10 690 | - | - | - | - | - | - | - |

### Médias
- journaux Paris-Normandie et Liberté-Dimanche, Tendance Ouest, Côté Rouen

## Économie
- Paris Normandie, quotidien régional, a son siège dans la commune depuis 2006.
- Vallourec possédait une usine de fabrication de tubes en acier jusqu'en 2021.

## Culture locale et patrimoine

### Lieux et monuments
- Maison de Flaubert, dont les parties les plus anciennes datent de la deuxième moitié du XVIIe siècle[41].
- Maisons anciennes.
- Chapelle Notre-Dame-de-la-Vallée.
- Chapelle Saint-Siméon, construite au XIXe siècle au-dessus d'une source qui faisait l'objet d'un pèlerinage probablement depuis le haut Moyen Âge et dont l'eau était réputée surtout contre les dartres[42].
- Église Saint-Pierre, comprenant des parties des XIIIe, XVIe et XVIIe siècles,  les  chapelles latérales ainsi que la travée ouest de la nef sont construites en 1850 par Deleau. Le chœur est agrandi et la sacristie reconstruite en 1855[43].
- Monument aux morts (1920)
- Ancienne usine Vallourec, sur le Cailly[8]
- Ancienne filature de coton Saint-Pierre, 12 avenue Fauquet, sur le Cailly, construite en 1896 pour Gaston Duboc et Henri Lafosse à l'emplacement d'une ancienne usine de blanchiment. En 1912 la capacité de production de la filature est de 32 560 broches. L'établissement ferme en 1968 et les locaux réaménagés sont utilisés en partie en supermarché ou désaffectée
En 1823, l'usine emploie 360 personnes, essentiellement des femmes[44],[45].
- Ancienne fonderie de fer, 10 rue de la Gare, construite en 1871 pour Édouard Legris, dont la production (arbres de transmisson, engrenages) était essentiellement destinée aux usines textiles de la vallée. L'entreprise est reprise en 1895 par Édouard Breton, ingénieur de l’École centrale qui la transforme en fonderie d'acier à convertisseur acide, qui produit entre autres des pièces d'appui pour les ponts du métro aérien de Paris. De nouveaux ateliers de fabrication sont construits dans les années 1950 pour la société Breton Quenedey et Cie qui avait repris les lieux dans les années 1920. Les locaux sont utilisés par la société KSB qui y fabrique des pompes centrifuges et emploie, en 1995, environ 200 salariés[46].
- Usine 77 rue du Grand Aulnay, sur le Cailly, construite comme teinturerie pour Fernand Lebaron dans la seconde moitié du XIXe siècle, puis utilisée après la Première Guerre mondiale comme usine de feutre utilisant comme matière première la laine.  Vers 1920, la société anonyme Laoureux et Allard reprend l'établissement constitué alors d'ateliers de cardage, de feutrage et de foulonnage. L'énergie hydraulique est utilisée pour le foulonnage tandis que l'énergie thermique alimente l'atelier de cardage. L'usine existe toujours, bien que considérablement modifiée et produit divers articles de polissage en feutre. En 1998, elle occupait 30 salariés[47].
- Usine 1 rue du Petit Aulnay et 27 rfue du Dr Bataille, sur le Cailly, attestée en 1839 comme usine d'impression sur étoffes, et partiellement reconstruite en 1887, lorsque la société Girard et Cie reçoit l'autorisation d'effectuer une nouvelle prise d'eau sur le Cailly. L'usine d'impression sur étoffes est exploitée ensuite par diverses entreprises, puis, en 1971, après la fermeture de la teinturerie, les locaux sont repris pour partie par les services techniques municipaux et pour le surplus par la société Novacel, qui y fabrique des films plastiques et emploie 200 personnes en 1995[48].
- Usine de matériel de télécommunication TRT, 49 rue de la République, construite en 1946, reprise par Philips en 1956 puis Lucent Technologies en 1996. Elle emploie 640 personnes en 1999[49].

### Personnalités liées à la commune
- Achille Cléophas Flaubert (1784-1846),   médecin français, père du médecin Achille Flaubert et de l'écrivain Gustave Flaubert, achète en 1821, une maison de campagne. Son fils, Gustave, y passe tous ses étés jusqu’en 1843. La maison est  détruite en 1900[50].
- Alfred Louis Delattre (1850-1932), ecclésiastique membre des Missionnaires d'Afrique et archéologue français,  découvreur du site archéologique de Carthage, y est né
- Georges Risler (1853-1941), industriel et réformateur social français, y est né.
- Joseph Delattre (1858-1912), peintre de l'École de Rouen, y est né.
- Robert Eude (1899-1965), historien de la commune.
- Pierre Bérégovoy (1925-1993),  homme d'État français, Premier ministre du 2 avril 1992 au 29 mars 1993[51], et son frère Michel Bérégovoy (1931-2011), homme politique français, y sont nés.

- Guy Fleury (1941-2020), docteur ingénieur, professeur des universités et homme politique français, y est né.
- Christian Sauvé (1943-2023), artiste peintre français, y est né.
- Didier Notheaux (1948-2021), ancien joueur de football, puis entraîneur de football, y est né.
- Roland Janvier (1956- ), chercheur en Sciences sociales qui a mené en parallèle une carrière dans le secteur social et médico-social et des travaux de recherche universitaire, y est né.
- Michel Veyronnet (1957- ), entraîneur français de basket-ball, y est né.
- Laurent Dussaux (1958- ), réalisateur et scénariste de cinéma français, y est né.
- Tony Parker (1982-), joueur de basket-ball international franco-américain. Il a évolué au poste de meneur jusqu'à la fin de sa carrière professionnelle en 2019, y a été scolarisé à l'école-collège privé Sainte-Marie. Il a fait ses premières armes en basket au club de la ville, l'Amicale Laïque de Déville (ALD).

### Anecdote
Dans un important arrêt Compagnie du gaz de Déville-lès-Rouen, du 10 janvier 1902, le Conseil d'État a admis la possibilité pour la commune de modifier unilatéralement la convention qui la lie à une compagnie de gaz, consacrant ainsi la mutabilité du contrat administratif,.

### Héraldique
| Blason de Déville-lès-Rouen | Blason  | D'azur au manoir normand d’argent maçonné de sable, sur des ondes du champ mouvant de la pointe, à la crosse contournée d’or brochant sur le tout, à l’agneau regardant aussi d’argent, la tête nimbée du même, brochant en chef sur la crosse, au chef cousu de gueules chargé d’une roue dentée de 16 pièces aussi d’or accostée de quatre navettes d’argent en sautoir 2 à 2. |
| Blason de Déville-lès-Rouen | Détails | Le statut officiel du blason reste à déterminer. |

## Pour approfondir